# Христофор Штемпель
Христофор Фердинанд Штемпель (нар. 1744 — пом. 1800) — офіцер Російської імператорської армії, мав посаду коменданта Овідіопольської фортеці з 1797 до 1804.

## Біографія
Христофор Фердинанд Штемпель народився в 1744 році.
З 1769 року почав службу у російській армії.  1769-1774 рік отримав свій перший військовий досвід у Санкт-Петербурзькому легіоні.
З 1774-1794 року був командиром батальйону у Нижегородському піхотному полку.
В 1790 році отримав звання секунд-майор, брав участь у поході на Кавказ та штурмував Анапу.
1794 рік разом із полком проживав у Коцюбієві.
26.11.1795 року отримав орден Святого Георгія 4 ступені.
24 березня 1796 р. став комендантом Овідіопольської фортеці.
31 березня 1797 року у зв'язку з отриманням нової посади, був виключений  з списку військовослужбовців Нижегородського полку.
17.11.1797 року у Христофора Штемпеля та його дружини Марії Йосипівни народилася дочка Любава. Також Штемпель мав сина Андрія (1774-1852 рр.), який дослужився до звання полковник.
Помер у 1800 році.